# Fernando Gomes (político da Guiné-Bissau)
Fernando Gomes(21 de Dezembro de 1961) é um político guineense. Foi ministro das Infraestruturas no governo de transição em 2012.

## Biografia
Formou-se na Economia no Instituto Superior de Economia em Kiev – Ucrânia (Ex-URSS), em 1986/1990. Em 1999/2002 foi o director administrativo e financeiro da Administração dos Portos da Guiné-Bissau (APGB). Chegou mesmo a desempenhar a função do diretor-geral dos Correios da Guiné-Bissau em 2002/2003, bem como a do diretor-geral da APGB, entre o ano 2003 a 2007. Desempenhou várias vezes funções ministeriais. Em 2008/2009 ocupou a pasta do ministro de Transportes e Comunicações. No governo de transição de 2012 desempenhou a função do ministro de Infraestruturase por último ocupou o cargo do diretor-geral da INACEP (Imprensa Nacional, Ep). Foi Ministro da Reforma Administrativa, Função Pública e Trabalho no executivo do Aristides Gomes em 2018.Eleito deputado na X Legislatura pelo Partido da Renovação Social.